# زلزال لوزون 2022
زلزال لوزون 2022 في 27 يوليو 2022 الساعة 08:43:24 صباحًا بتوقيت الفلبين ضرب زلزال جزيرة لوزون في الفلبين. أفادت هيئة المسح الجيولوجي الأمريكية أن الزلزال بلغت قوته 7.0 ميغاواط. مات خمسة أشخاص على الأقل وأصيب 100 آخرين.
دمر الزلزال ما مجموعه 173 مبنى، بما في ذلك بعض كنائس الحقبة الاستعمارية. تم الإبلاغ عن أضرار في 15 مقاطعة و15 مدينة و280 بلدة. تم تسجيل ما لا يقل عن خمس وفيات و100 إصابة. وحدث ما لا يقل عن 58 انهيارًا أرضيًا. عبر منطقة كورديليرا الإدارية وقعت أضرار في 29 طريقًا بلديًا.